# Вассалл-Фокс, Генри Ричард, 3-й барон Холланд
Генри Ричард Вассалл-Фокс, 3-й барон Холланд (21 ноября 1773, Уилтшир, Великобритания — 22 октября 1840, Лондон, Великобритания) — английский государственный деятель, биограф и переводчик; член Лондонского королевского общества.

## Биография
Генри Ричард Вассалл-Фокс родился 21 ноября 1773 года в Уилтшире. Племянник идеолога британского либерализма Чарльза Джеймса Фокса и наследник его политических убеждений. Окончил Итонский колледж, затем продолжил обучение в Оксфорде.

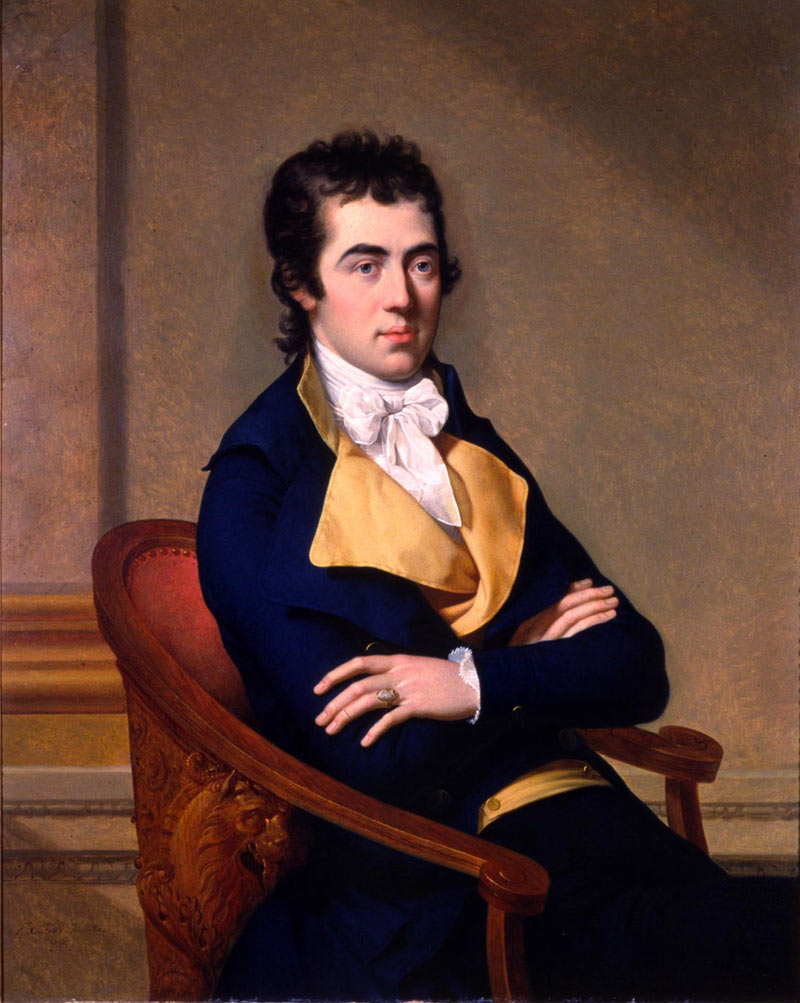
Портрет кисти Фабра

В палате лордов он активно боролся против воинственной политики Уильяма Питта Младшего относительно Франции, выступал против повышения налогов, против временной отмены «Habeas corpus», против соединения с Ирландией, настаивал на избирательной реформе и т. п.. Позднее написал биографию своего дяди Фокса.
После Амьенского мира он провёл много лет в Испании, написал прекрасные биографии Гильома ди Кастро и Лопе де Вега (Лондон, 1817) и перевел три испанские комедии.
По смерти Питта он, как Лорд-хранитель Малой печати, вошёл в состав скоро распавшегося кабинета Гренвилля и Фокса (1806); потом опять примкнул к оппозиции в палате лордов.
С 1830 по 1834 год и 1835 по 1840 год — Канцлер герцогства Ланкастерского.
В 1816—1818 гг. он защищал просьбу друзей Наполеона Бонапарта о более снисходительном отношении к пленному императору.
При Чарльзе Грее и Уильяме Мельбурне входил в кабинет министров Великобритании.
Генри Ричард Вассалл-Фокс, 3-й барон Холланд умер 22 октября 1840 года в городе Лондоне.
Холланд-парк британской столицы был назван его именем, в нём же был установлен памятник лорду Холланду.
Его сын Генри Фокс, 4-й барон Холланд (1802—1859) был английским посланником при Германском союзе, потом в Тоскане и Голландии.

## Образ в кино
«Наполеон на острове Святой Елены» (немой, Германия, 1929) — актёр Филлип Мэннинг